# 모빌파이터
모빌파이터(영어: Mobile Fighter, 일본어: モビルファイター)는 TV 애니메이션 《기동무투전 G 건담》 및 관련 작품에 등장하는 가공의 유인 조종식 인간형 로봇 병기의 부류이다.
건담 파이트 전용으로 개발된 모빌슈트(MS) 또는 모빌아머(MA)를 가리킨다. MF로 약칭되기도 한다.

## 개요
전투기 등의 연장선 상에 있는 컨트롤 스틱과 풋바 등의 조종에 인공지능(AI) 등의 지원이 더해진다. 모빌슈트(MS)와는 달리 모빌파이터(MF)는 탑승자인 건담 파이터의 움직임이 그대로 모빌 파이터의 움직임에 반영되는 모빌 트레이스 시스템으로 조종된다.
또한 모빌파이터는 통상 건담 파이트 전용 기체로 건조되기 때문에 대부분의 모빌파이터는 건담 타입이다.

## 같이 보기
- 기동무투전 G 건담